# Renee Troost
Renee Troost (Bussum, 6 juni 1988) is een Nederlands voetballer die als verdediger speelt.
Troost debuteert in het seizoen 2007/2008 in de hoofdmacht bij FC Omniworld, daarvoor speelde hij in de jeugd bij deze club. Hij maakte zijn debuut in het betaalde voetbal op 14 maart 2008 tegen TOP Oss.
In het seizoen 2011/12 speelde hij op amateurbasis voor AGOVV Apeldoorn. Op het einde van het seizoen maakte hij bekend dat hij zijn carrière ging vervolgen in IJsland bij de IJslandse voetbalclub Breiðablik Kópavogur. 
Met deze club verraste Troost vriend en vijand door in de tweede voorronde van de Europa League het Oostenrijkse Sturm Graz uit te schakelen. Na een 0-0 in IJsland werd er in Oostenrijk met 1-0 gewonnen. In de zomer van 2013 werd zijn avontuur in IJsland beëindigd. Dit betekende het einde van zijn profloopbaan. Hij ging in 2014 nog als amateur spelen bij   de Rijnsburgse Boys.

## Profstatistieken
| Seizoen   | Club                 | Duels | Goals | Competitie     |
| --------- | -------------------- | ----- | ----- | -------------- |
| 2007/08   | FC Omniworld         | 1     | 0     | Eerste divisie |
| 2008/09   | FC Omniworld         | 18    | 0     | Eerste divisie |
| 2009/10   | FC Omniworld         | 35    | 3     | Eerste divisie |
| 2010/11   | Almere City FC       | 24    | 1     | Eerste divisie |
| 2011/12   | AGOVV Apeldoorn      | 22    | 2     | Eerste divisie |
| 2012/2013 | Breiðablik Kópavogur | 27    | 1     | Úrvalsdeild    |
| Totaal    |                      | 136   | 7     |                |